# Tour de Polonia 2023
La 80.ª edición de la competición ciclista Tour de Polonia fue una carrera de ciclismo en ruta por etapas que se celebró entre el 29 y el 4 de agosto de 2023 en Polonia con inicio en la ciudad de Poznań y final en la de Cracovia sobre un recorrido de 1130,5 kilómetros.
La carrera formó parte del UCI WorldTour 2023, calendario ciclístico de máximo nivel mundial, siendo la vigésima séptima carrera de dicho circuito. El vencedor final fue el esloveno Matej Mohorič del Bahrain Victorious y estuvo acompañado en el podio por el portugués João Almeida del UAE Emirates y el polaco Michał Kwiatkowski del INEOS Grenadiers.

## Equipos participantes
Tomaron parte en la carrera 24 equipos: 18 de categoría UCI WorldTeam, 5 de categoría UCI ProTeam y la selección nacional de Polonia, formando así un pelotón de 168 ciclistas de los que acabaron 151. Los equipos participantes fueron:
| WorldTeams (18)- AG2R Citroën Team - Alpecin-Deceuninck - Astana Qazaqstan Team - Bahrain Victorious - Bora-Hansgrohe - Cofidis - EF Education-EasyPost - Groupama-FDJ - Ineos Grenadiers - Intermarché-Circus-Wanty - Jumbo-Visma - Movistar Team - Soudal Quick-Step - Arkéa-Samsic - Team DSM-Firmenich - Team Jayco AlUla - Lidl-Trek - UAE Team Emirates ProTeams (5)- Human Powered Health - Lotto Dstny - Q36.5 Pro Cycling Team - Team Novo Nordisk - Tudor Pro Cycling Team Equipo nacional- Polonia |
| |

## Recorrido
El Tour de Polonia dispuso de siete etapas para un recorrido total de 1130,5 kilómetros.
| Etapa     | Fecha     | Recorrido                  | type                    | Distancia (km) | Ganador             | Líder         |
| --------- | --------- | -------------------------- | ----------------------- | -------------- | ------------------- | ------------- |
| 1.ª etapa | 29 de jul | Poznań – Poznań            | etapa llana             | 183,7          | Tim Merlier         | Tim Merlier   |
| 2.ª etapa | 30 de jul | Leszno – Karpacz           | etapa escarpada         | 202,9          | Matej Mohorič       | Matej Mohorič |
| 3.ª etapa | 31 de jul | Wałbrzych – Duszniki-Zdrój | etapa de media montaña  | 163,3          | Rafał Majka         | Matej Mohorič |
| 4.ª etapa | 1 de ago  | Strzelin – Opole           | etapa llana             | 198,6          | Olav Kooij          | Matej Mohorič |
| 5.ª etapa | 2 de ago  | Pszczyna – Bielsko-Biała   | etapa escarpada         | 198,8          | Marijn van den Berg | Matej Mohorič |
| 6.ª etapa | 3 de ago  | Katowice – Katowice        | contrarreloj individual | 16,6           | Mattia Cattaneo     | Matej Mohorič |
| 7.ª etapa | 4 de ago  | Zabrze – Cracovia          | etapa llana             | 166,6          | Tim Merlier         | Matej Mohorič |

## Desarrollo de la carrera

### 1.ª etapa
| Poznań - Poznań | etapa llana | (183,7 km) |

| \| Clasificación de la etapa \| Clasificación de la etapa \| Clasificación de la etapa \| Clasificación de la etapa \| Clasificación de la etapa \| \| Ciclista \| Ciclista \| Equipo \| Tiempo \| \| \| ------------------------- \| ------------------------- \| ------------------------- \| ------------------------- \| ------------------------- \| \| 1.º \| Tim Merlier \| Soudal Quick-Step \| 4 h 15 min 37 s \| \| \| 2.º \| Olav Kooij \| Jumbo-Visma \| + 0 s \| \| \| 3.º \| Fernando Gaviria \| Movistar Team \| + 0 s \| \| \| 4.º \| Sam Bennett \| Bora-Hansgrohe \| + 0 s \| \| \| 5.º \| Max Walscheid \| Cofidis \| + 0 s \| \| \| 6.º \| Maciej Paterski \| Polonia \| + 0 s \| \| \| 7.º \| Stanisław Aniołkowski \| Human Powered Health \| + 0 s \| \| \| 8.º \| Jon Aberasturi \| Lidl-Trek \| + 0 s \| \| \| 9.º \| Jakub Mareczko \| Alpecin-Deceuninck \| + 0 s \| \| \| 10.º \| Gerben Thijssen \| Intermarché-Circus-Wanty \| + 0 s \| \| |                       |                          |                 |
| |                       |                          |                 |
| Fuente: ProCyclingStats |                       |                          |                 |
| Clasificación de la etapa |                       |                          |                 |
| Ciclista | Ciclista              | Equipo                   | Tiempo          |
| 1.º | Tim Merlier           | Soudal Quick-Step        | 4 h 15 min 37 s |
| 2.º | Olav Kooij            | Jumbo-Visma              | + 0 s           |
| 3.º | Fernando Gaviria      | Movistar Team            | + 0 s           |
| 4.º | Sam Bennett           | Bora-Hansgrohe           | + 0 s           |
| 5.º | Max Walscheid         | Cofidis                  | + 0 s           |
| 6.º | Maciej Paterski       | Polonia                  | + 0 s           |
| 7.º | Stanisław Aniołkowski | Human Powered Health     | + 0 s           |
| 8.º | Jon Aberasturi        | Lidl-Trek                | + 0 s           |
| 9.º | Jakub Mareczko        | Alpecin-Deceuninck       | + 0 s           |
| 10.º | Gerben Thijssen       | Intermarché-Circus-Wanty | + 0 s           |

| \| Clasificación general \| Clasificación general \| Clasificación general \| Clasificación general \| Clasificación general \| \| Ciclista \| Ciclista \| Equipo \| Tiempo \| \| \| --------------------- \| --------------------- \| ------------------------ \| --------------------- \| --------------------- \| \| 1.º \| Tim Merlier \| Soudal Quick-Step \| 4 h 15 min 37 s \| \| \| 2.º \| Olav Kooij \| Jumbo-Visma \| + 4 s \| \| \| 3.º \| Fernando Gaviria \| Movistar Team \| + 6 s \| \| \| 4.º \| Sam Bennett \| Bora-Hansgrohe \| + 10 s \| \| \| 5.º \| Max Walscheid \| Cofidis \| + 10 s \| \| \| 6.º \| Maciej Paterski \| Polonia \| + 10 s \| \| \| 7.º \| Stanisław Aniołkowski \| Human Powered Health \| + 10 s \| \| \| 8.º \| Jon Aberasturi \| Lidl-Trek \| + 10 s \| \| \| 9.º \| Jakub Mareczko \| Alpecin-Deceuninck \| + 10 s \| \| \| 10.º \| Gerben Thijssen \| Intermarché-Circus-Wanty \| + 10 s \| \| |                       |                          |                 |
| |                       |                          |                 |
| Fuente: ProCyclingStats |                       |                          |                 |
| Clasificación general |                       |                          |                 |
| Ciclista | Ciclista              | Equipo                   | Tiempo          |
| 1.º | Tim Merlier           | Soudal Quick-Step        | 4 h 15 min 37 s |
| 2.º | Olav Kooij            | Jumbo-Visma              | + 4 s           |
| 3.º | Fernando Gaviria      | Movistar Team            | + 6 s           |
| 4.º | Sam Bennett           | Bora-Hansgrohe           | + 10 s          |
| 5.º | Max Walscheid         | Cofidis                  | + 10 s          |
| 6.º | Maciej Paterski       | Polonia                  | + 10 s          |
| 7.º | Stanisław Aniołkowski | Human Powered Health     | + 10 s          |
| 8.º | Jon Aberasturi        | Lidl-Trek                | + 10 s          |
| 9.º | Jakub Mareczko        | Alpecin-Deceuninck       | + 10 s          |
| 10.º | Gerben Thijssen       | Intermarché-Circus-Wanty | + 10 s          |

### 2.ª etapa
| Leszno - Karpacz | etapa escarpada | (202,9 km) |

| \| Clasificación de la etapa \| Clasificación de la etapa \| Clasificación de la etapa \| Clasificación de la etapa \| Clasificación de la etapa \| \| Ciclista \| Ciclista \| Equipo \| Tiempo \| \| \| ------------------------- \| ------------------------- \| ------------------------- \| ------------------------- \| ------------------------- \| \| 1.º \| Matej Mohorič \| Bahrain Victorious \| 4 h 56 min 59 s \| \| \| 2.º \| João Almeida \| UAE Team Emirates \| + 0 s \| \| \| 3.º \| Michał Kwiatkowski \| Ineos Grenadiers \| + 4 s \| \| \| 4.º \| Oscar Onley \| Team DSM-Firmenich \| + 4 s \| \| \| 5.º \| Ilan Van Wilder \| Soudal Quick-Step \| + 4 s \| \| \| 6.º \| Lenny Martinez \| Groupama-FDJ \| + 4 s \| \| \| 7.º \| Samuele Battistella \| Astana Qazaqstan Team \| + 4 s \| \| \| 8.º \| Edward Dunbar \| Team Jayco AlUla \| + 4 s \| \| \| 9.º \| Sylvain Moniquet \| Lotto Dstny \| + 4 s \| \| \| 10.º \| Rafał Majka \| UAE Team Emirates \| + 4 s \| \| |                     |                       |                 |
| |                     |                       |                 |
| Fuente: ProCyclingStats |                     |                       |                 |
| Clasificación de la etapa |                     |                       |                 |
| Ciclista | Ciclista            | Equipo                | Tiempo          |
| 1.º | Matej Mohorič       | Bahrain Victorious    | 4 h 56 min 59 s |
| 2.º | João Almeida        | UAE Team Emirates     | + 0 s           |
| 3.º | Michał Kwiatkowski  | Ineos Grenadiers      | + 4 s           |
| 4.º | Oscar Onley         | Team DSM-Firmenich    | + 4 s           |
| 5.º | Ilan Van Wilder     | Soudal Quick-Step     | + 4 s           |
| 6.º | Lenny Martinez      | Groupama-FDJ          | + 4 s           |
| 7.º | Samuele Battistella | Astana Qazaqstan Team | + 4 s           |
| 8.º | Edward Dunbar       | Team Jayco AlUla      | + 4 s           |
| 9.º | Sylvain Moniquet    | Lotto Dstny           | + 4 s           |
| 10.º | Rafał Majka         | UAE Team Emirates     | + 4 s           |

| \| Clasificación general \| Clasificación general \| Clasificación general \| Clasificación general \| Clasificación general \| \| Ciclista \| Ciclista \| Equipo \| Tiempo \| \| \| --------------------- \| --------------------- \| --------------------- \| --------------------- \| --------------------- \| \| 1.º \| Matej Mohorič \| Bahrain Victorious \| 9 h 07 min 07 s \| \| \| 2.º \| João Almeida \| UAE Team Emirates \| + 4 s \| \| \| 3.º \| Michał Kwiatkowski \| Ineos Grenadiers \| + 10 s \| \| \| 4.º \| Ilan Van Wilder \| Soudal Quick-Step \| + 14 s \| \| \| 5.º \| Edward Dunbar \| Team Jayco AlUla \| + 14 s \| \| \| 6.º \| Samuele Battistella \| Astana Qazaqstan Team \| + 14 s \| \| \| 7.º \| Oscar Onley \| Team DSM-Firmenich \| + 14 s \| \| \| 8.º \| Sylvain Moniquet \| Lotto Dstny \| + 14 s \| \| \| 9.º \| Lenny Martinez \| Groupama-FDJ \| + 14 s \| \| \| 10.º \| Rafał Majka \| UAE Team Emirates \| + 14 s \| \| |                     |                       |                 |
| |                     |                       |                 |
| Fuente: ProCyclingStats |                     |                       |                 |
| Clasificación general |                     |                       |                 |
| Ciclista | Ciclista            | Equipo                | Tiempo          |
| 1.º | Matej Mohorič       | Bahrain Victorious    | 9 h 07 min 07 s |
| 2.º | João Almeida        | UAE Team Emirates     | + 4 s           |
| 3.º | Michał Kwiatkowski  | Ineos Grenadiers      | + 10 s          |
| 4.º | Ilan Van Wilder     | Soudal Quick-Step     | + 14 s          |
| 5.º | Edward Dunbar       | Team Jayco AlUla      | + 14 s          |
| 6.º | Samuele Battistella | Astana Qazaqstan Team | + 14 s          |
| 7.º | Oscar Onley         | Team DSM-Firmenich    | + 14 s          |
| 8.º | Sylvain Moniquet    | Lotto Dstny           | + 14 s          |
| 9.º | Lenny Martinez      | Groupama-FDJ          | + 14 s          |
| 10.º | Rafał Majka         | UAE Team Emirates     | + 14 s          |

### 3.ª etapa
| Wałbrzych - Duszniki-Zdrój | etapa de media montaña | (163,3 km) |

| \| Clasificación de la etapa \| Clasificación de la etapa \| Clasificación de la etapa \| Clasificación de la etapa \| Clasificación de la etapa \| \| Ciclista \| Ciclista \| Equipo \| Tiempo \| \| \| ------------------------- \| ------------------------- \| ------------------------- \| ------------------------- \| ------------------------- \| \| 1.º \| Rafał Majka \| UAE Team Emirates \| 4 h 07 min 55 s \| \| \| 2.º \| Matej Mohorič \| Bahrain Victorious \| + 0 s \| \| \| 3.º \| Michał Kwiatkowski \| Ineos Grenadiers \| + 0 s \| \| \| 4.º \| Ilan Van Wilder \| Soudal Quick-Step \| + 0 s \| \| \| 5.º \| Oscar Onley \| Team DSM-Firmenich \| + 0 s \| \| \| 6.º \| Christian Scaroni \| Astana Qazaqstan Team \| + 0 s \| \| \| 7.º \| Lenny Martinez \| Groupama-FDJ \| + 0 s \| \| \| 8.º \| Andrea Vendrame \| AG2R Citroën Team \| + 0 s \| \| \| 9.º \| João Almeida \| UAE Team Emirates \| + 0 s \| \| \| 10.º \| Sergio Higuita \| Bora-Hansgrohe \| + 0 s \| \| |                    |                       |                 |
| |                    |                       |                 |
| Fuente: ProCyclingStats |                    |                       |                 |
| Clasificación de la etapa |                    |                       |                 |
| Ciclista | Ciclista           | Equipo                | Tiempo          |
| 1.º | Rafał Majka        | UAE Team Emirates     | 4 h 07 min 55 s |
| 2.º | Matej Mohorič      | Bahrain Victorious    | + 0 s           |
| 3.º | Michał Kwiatkowski | Ineos Grenadiers      | + 0 s           |
| 4.º | Ilan Van Wilder    | Soudal Quick-Step     | + 0 s           |
| 5.º | Oscar Onley        | Team DSM-Firmenich    | + 0 s           |
| 6.º | Christian Scaroni  | Astana Qazaqstan Team | + 0 s           |
| 7.º | Lenny Martinez     | Groupama-FDJ          | + 0 s           |
| 8.º | Andrea Vendrame    | AG2R Citroën Team     | + 0 s           |
| 9.º | João Almeida       | UAE Team Emirates     | + 0 s           |
| 10.º | Sergio Higuita     | Bora-Hansgrohe        | + 0 s           |

| \| Clasificación general \| Clasificación general \| Clasificación general \| Clasificación general \| Clasificación general \| \| Ciclista \| Ciclista \| Equipo \| Tiempo \| \| \| --------------------- \| --------------------- \| --------------------- \| --------------------- \| --------------------- \| \| 1.º \| Matej Mohorič \| Bahrain Victorious \| 13 h 14 min 56 s \| \| \| 2.º \| Rafał Majka \| UAE Team Emirates \| + 10 s \| \| \| 3.º \| João Almeida \| UAE Team Emirates \| + 10 s \| \| \| 4.º \| Michał Kwiatkowski \| Ineos Grenadiers \| + 12 s \| \| \| 5.º \| Ilan Van Wilder \| Soudal Quick-Step \| + 20 s \| \| \| 6.º \| Samuele Battistella \| Astana Qazaqstan Team \| + 20 s \| \| \| 7.º \| Oscar Onley \| Team DSM-Firmenich \| + 20 s \| \| \| 8.º \| Edward Dunbar \| Team Jayco AlUla \| + 20 s \| \| \| 9.º \| Lenny Martinez \| Groupama-FDJ \| + 20 s \| \| \| 10.º \| Sylvain Moniquet \| Lotto Dstny \| + 20 s \| \| |                     |                       |                  |
| |                     |                       |                  |
| Fuente: ProCyclingStats |                     |                       |                  |
| Clasificación general |                     |                       |                  |
| Ciclista | Ciclista            | Equipo                | Tiempo           |
| 1.º | Matej Mohorič       | Bahrain Victorious    | 13 h 14 min 56 s |
| 2.º | Rafał Majka         | UAE Team Emirates     | + 10 s           |
| 3.º | João Almeida        | UAE Team Emirates     | + 10 s           |
| 4.º | Michał Kwiatkowski  | Ineos Grenadiers      | + 12 s           |
| 5.º | Ilan Van Wilder     | Soudal Quick-Step     | + 20 s           |
| 6.º | Samuele Battistella | Astana Qazaqstan Team | + 20 s           |
| 7.º | Oscar Onley         | Team DSM-Firmenich    | + 20 s           |
| 8.º | Edward Dunbar       | Team Jayco AlUla      | + 20 s           |
| 9.º | Lenny Martinez      | Groupama-FDJ          | + 20 s           |
| 10.º | Sylvain Moniquet    | Lotto Dstny           | + 20 s           |

### 4.ª etapa
| Strzelin - Opole | etapa llana | (198,6 km) |

| \| Clasificación de la etapa \| Clasificación de la etapa \| Clasificación de la etapa \| Clasificación de la etapa \| Clasificación de la etapa \| \| Ciclista \| Ciclista \| Equipo \| Tiempo \| \| \| ------------------------- \| ------------------------- \| ------------------------- \| ------------------------- \| ------------------------- \| \| 1.º \| Olav Kooij \| Jumbo-Visma \| 4 h 23 min 15 s \| \| \| 2.º \| Marijn van den Berg \| EF Education-EasyPost \| + 0 s \| \| \| 3.º \| Matteo Moschetti \| Q36.5 Pro Cycling Team \| + 0 s \| \| \| 4.º \| Max Walscheid \| Cofidis \| + 0 s \| \| \| 5.º \| Sam Bennett \| Bora-Hansgrohe \| + 0 s \| \| \| 6.º \| Jakub Mareczko \| Alpecin-Deceuninck \| + 0 s \| \| \| 7.º \| Tim Merlier \| Soudal Quick-Step \| + 0 s \| \| \| 8.º \| Arvid de Kleijn \| Tudor Pro Cycling Team \| + 0 s \| \| \| 9.º \| Lionel Taminiaux \| Alpecin-Deceuninck \| + 0 s \| \| \| 10.º \| Matyáš Kopecký \| Team Novo Nordisk \| + 0 s \| \| |                     |                        |                 |
| |                     |                        |                 |
| Fuente: ProCyclingStats |                     |                        |                 |
| Clasificación de la etapa |                     |                        |                 |
| Ciclista | Ciclista            | Equipo                 | Tiempo          |
| 1.º | Olav Kooij          | Jumbo-Visma            | 4 h 23 min 15 s |
| 2.º | Marijn van den Berg | EF Education-EasyPost  | + 0 s           |
| 3.º | Matteo Moschetti    | Q36.5 Pro Cycling Team | + 0 s           |
| 4.º | Max Walscheid       | Cofidis                | + 0 s           |
| 5.º | Sam Bennett         | Bora-Hansgrohe         | + 0 s           |
| 6.º | Jakub Mareczko      | Alpecin-Deceuninck     | + 0 s           |
| 7.º | Tim Merlier         | Soudal Quick-Step      | + 0 s           |
| 8.º | Arvid de Kleijn     | Tudor Pro Cycling Team | + 0 s           |
| 9.º | Lionel Taminiaux    | Alpecin-Deceuninck     | + 0 s           |
| 10.º | Matyáš Kopecký      | Team Novo Nordisk      | + 0 s           |

| \| Clasificación general \| Clasificación general \| Clasificación general \| Clasificación general \| Clasificación general \| \| Ciclista \| Ciclista \| Equipo \| Tiempo \| \| \| --------------------- \| --------------------- \| --------------------- \| --------------------- \| --------------------- \| \| 1.º \| Matej Mohorič \| Bahrain Victorious \| 17 h 38 min 11 s \| \| \| 2.º \| João Almeida \| UAE Team Emirates \| + 10 s \| \| \| 3.º \| Rafał Majka \| UAE Team Emirates \| + 10 s \| \| \| 4.º \| Michał Kwiatkowski \| Ineos Grenadiers \| + 12 s \| \| \| 5.º \| Edward Dunbar \| Team Jayco AlUla \| + 20 s \| \| \| 6.º \| Ilan Van Wilder \| Soudal Quick-Step \| + 20 s \| \| \| 7.º \| Oscar Onley \| Team DSM-Firmenich \| + 20 s \| \| \| 8.º \| Samuele Battistella \| Astana Qazaqstan Team \| + 20 s \| \| \| 9.º \| Lenny Martinez \| Groupama-FDJ \| + 20 s \| \| \| 10.º \| Sylvain Moniquet \| Lotto Dstny \| + 20 s \| \| |                     |                       |                  |
| |                     |                       |                  |
| Fuente: ProCyclingStats |                     |                       |                  |
| Clasificación general |                     |                       |                  |
| Ciclista | Ciclista            | Equipo                | Tiempo           |
| 1.º | Matej Mohorič       | Bahrain Victorious    | 17 h 38 min 11 s |
| 2.º | João Almeida        | UAE Team Emirates     | + 10 s           |
| 3.º | Rafał Majka         | UAE Team Emirates     | + 10 s           |
| 4.º | Michał Kwiatkowski  | Ineos Grenadiers      | + 12 s           |
| 5.º | Edward Dunbar       | Team Jayco AlUla      | + 20 s           |
| 6.º | Ilan Van Wilder     | Soudal Quick-Step     | + 20 s           |
| 7.º | Oscar Onley         | Team DSM-Firmenich    | + 20 s           |
| 8.º | Samuele Battistella | Astana Qazaqstan Team | + 20 s           |
| 9.º | Lenny Martinez      | Groupama-FDJ          | + 20 s           |
| 10.º | Sylvain Moniquet    | Lotto Dstny           | + 20 s           |

### 5.ª etapa
| Pszczyna - Bielsko-Biała | etapa escarpada | (198,8 km) |

| \| Clasificación de la etapa \| Clasificación de la etapa \| Clasificación de la etapa \| Clasificación de la etapa \| Clasificación de la etapa \| \| Ciclista \| Ciclista \| Equipo \| Tiempo \| \| \| ------------------------- \| ------------------------- \| ------------------------- \| ------------------------- \| ------------------------- \| \| 1.º \| Marijn van den Berg \| EF Education-EasyPost \| 4 h 51 min 27 s \| \| \| 2.º \| Matej Mohorič \| Bahrain Victorious \| + 0 s \| \| \| 3.º \| João Almeida \| UAE Team Emirates \| + 0 s \| \| \| 4.º \| Michał Kwiatkowski \| Ineos Grenadiers \| + 0 s \| \| \| 5.º \| Finn Fisher-Black \| UAE Team Emirates \| + 0 s \| \| \| 6.º \| Andreas Kron \| Lotto Dstny \| + 0 s \| \| \| 7.º \| Sergio Higuita \| Bora-Hansgrohe \| + 0 s \| \| \| 8.º \| Lewis Askey \| Groupama-FDJ \| + 0 s \| \| \| 9.º \| Christian Scaroni \| Astana Qazaqstan Team \| + 0 s \| \| \| 10.º \| Marcin Budziński \| HRE Mazowsze Serce Polski \| + 0 s \| \| |                     |                           |                 |
| |                     |                           |                 |
| Fuente: ProCyclingStats |                     |                           |                 |
| Clasificación de la etapa |                     |                           |                 |
| Ciclista | Ciclista            | Equipo                    | Tiempo          |
| 1.º | Marijn van den Berg | EF Education-EasyPost     | 4 h 51 min 27 s |
| 2.º | Matej Mohorič       | Bahrain Victorious        | + 0 s           |
| 3.º | João Almeida        | UAE Team Emirates         | + 0 s           |
| 4.º | Michał Kwiatkowski  | Ineos Grenadiers          | + 0 s           |
| 5.º | Finn Fisher-Black   | UAE Team Emirates         | + 0 s           |
| 6.º | Andreas Kron        | Lotto Dstny               | + 0 s           |
| 7.º | Sergio Higuita      | Bora-Hansgrohe            | + 0 s           |
| 8.º | Lewis Askey         | Groupama-FDJ              | + 0 s           |
| 9.º | Christian Scaroni   | Astana Qazaqstan Team     | + 0 s           |
| 10.º | Marcin Budziński    | HRE Mazowsze Serce Polski | + 0 s           |

| \| Clasificación general \| Clasificación general \| Clasificación general \| Clasificación general \| Clasificación general \| \| Ciclista \| Ciclista \| Equipo \| Tiempo \| \| \| --------------------- \| --------------------- \| --------------------- \| --------------------- \| --------------------- \| \| 1.º \| Matej Mohorič \| Bahrain Victorious \| 22 h 29 min 32 s \| \| \| 2.º \| João Almeida \| UAE Team Emirates \| + 12 s \| \| \| 3.º \| Rafał Majka \| UAE Team Emirates \| + 16 s \| \| \| 4.º \| Michał Kwiatkowski \| Ineos Grenadiers \| + 18 s \| \| \| 5.º \| Oscar Onley \| Team DSM-Firmenich \| + 26 s \| \| \| 6.º \| Edward Dunbar \| Team Jayco AlUla \| + 26 s \| \| \| 7.º \| Ilan Van Wilder \| Soudal Quick-Step \| + 26 s \| \| \| 8.º \| Samuele Battistella \| Astana Qazaqstan Team \| + 26 s \| \| \| 9.º \| Sylvain Moniquet \| Lotto Dstny \| + 26 s \| \| \| 10.º \| Lenny Martinez \| Groupama-FDJ \| + 26 s \| \| |                     |                       |                  |
| |                     |                       |                  |
| Fuente: ProCyclingStats |                     |                       |                  |
| Clasificación general |                     |                       |                  |
| Ciclista | Ciclista            | Equipo                | Tiempo           |
| 1.º | Matej Mohorič       | Bahrain Victorious    | 22 h 29 min 32 s |
| 2.º | João Almeida        | UAE Team Emirates     | + 12 s           |
| 3.º | Rafał Majka         | UAE Team Emirates     | + 16 s           |
| 4.º | Michał Kwiatkowski  | Ineos Grenadiers      | + 18 s           |
| 5.º | Oscar Onley         | Team DSM-Firmenich    | + 26 s           |
| 6.º | Edward Dunbar       | Team Jayco AlUla      | + 26 s           |
| 7.º | Ilan Van Wilder     | Soudal Quick-Step     | + 26 s           |
| 8.º | Samuele Battistella | Astana Qazaqstan Team | + 26 s           |
| 9.º | Sylvain Moniquet    | Lotto Dstny           | + 26 s           |
| 10.º | Lenny Martinez      | Groupama-FDJ          | + 26 s           |

### 6.ª etapa
| Katowice - Katowice | contrarreloj individual | (16,6 km) |

| \| Clasificación de la etapa \| Clasificación de la etapa \| Clasificación de la etapa \| Clasificación de la etapa \| Clasificación de la etapa \| \| Ciclista \| Ciclista \| Equipo \| Tiempo \| \| \| ------------------------- \| ------------------------- \| ------------------------- \| ------------------------- \| ------------------------- \| \| 1.º \| Mattia Cattaneo \| Soudal Quick-Step \| 19 min 10 s \| \| \| 2.º \| João Almeida \| UAE Team Emirates \| + 13 s \| \| \| 3.º \| Geraint Thomas \| Ineos Grenadiers \| + 14 s \| \| \| 4.º \| Finn Fisher-Black \| UAE Team Emirates \| + 16 s \| \| \| 5.º \| Tim Wellens \| UAE Team Emirates \| + 17 s \| \| \| 6.º \| Ilan Van Wilder \| Soudal Quick-Step \| + 18 s \| \| \| 7.º \| Kévin Vauquelin \| Arkéa-Samsic \| + 18 s \| \| \| 8.º \| Michał Kwiatkowski \| Ineos Grenadiers \| + 21 s \| \| \| 9.º \| Tobias Foss \| Jumbo-Visma \| + 21 s \| \| \| 10.º \| Brandon McNulty \| UAE Team Emirates \| + 24 s \| \| |                    |                   |             |
| |                    |                   |             |
| Fuente: ProCyclingStats |                    |                   |             |
| Clasificación de la etapa |                    |                   |             |
| Ciclista | Ciclista           | Equipo            | Tiempo      |
| 1.º | Mattia Cattaneo    | Soudal Quick-Step | 19 min 10 s |
| 2.º | João Almeida       | UAE Team Emirates | + 13 s      |
| 3.º | Geraint Thomas     | Ineos Grenadiers  | + 14 s      |
| 4.º | Finn Fisher-Black  | UAE Team Emirates | + 16 s      |
| 5.º | Tim Wellens        | UAE Team Emirates | + 17 s      |
| 6.º | Ilan Van Wilder    | Soudal Quick-Step | + 18 s      |
| 7.º | Kévin Vauquelin    | Arkéa-Samsic      | + 18 s      |
| 8.º | Michał Kwiatkowski | Ineos Grenadiers  | + 21 s      |
| 9.º | Tobias Foss        | Jumbo-Visma       | + 21 s      |
| 10.º | Brandon McNulty    | UAE Team Emirates | + 24 s      |

| \| Clasificación general \| Clasificación general \| Clasificación general \| Clasificación general \| Clasificación general \| \| Ciclista \| Ciclista \| Equipo \| Tiempo \| \| \| --------------------- \| --------------------- \| --------------------- \| --------------------- \| --------------------- \| \| 1.º \| Matej Mohorič \| Bahrain Victorious \| 22 h 49 min 07 s \| \| \| 2.º \| João Almeida \| UAE Team Emirates \| + 0 s \| \| \| 3.º \| Michał Kwiatkowski \| Ineos Grenadiers \| + 14 s \| \| \| 4.º \| Ilan Van Wilder \| Soudal Quick-Step \| + 19 s \| \| \| 5.º \| Mattia Cattaneo \| Soudal Quick-Step \| + 38 s \| \| \| 6.º \| Brandon McNulty \| UAE Team Emirates \| + 39 s \| \| \| 7.º \| Edward Dunbar \| Team Jayco AlUla \| + 52 s \| \| \| 8.º \| Rafał Majka \| UAE Team Emirates \| + 55 s \| \| \| 9.º \| Samuele Battistella \| Astana Qazaqstan Team \| + 57 s \| \| \| 10.º \| Oscar Onley \| Team DSM-Firmenich \| + 1 min 04 s \| \| |                     |                       |                  |
| |                     |                       |                  |
| Fuente: ProCyclingStats |                     |                       |                  |
| Clasificación general |                     |                       |                  |
| Ciclista | Ciclista            | Equipo                | Tiempo           |
| 1.º | Matej Mohorič       | Bahrain Victorious    | 22 h 49 min 07 s |
| 2.º | João Almeida        | UAE Team Emirates     | + 0 s            |
| 3.º | Michał Kwiatkowski  | Ineos Grenadiers      | + 14 s           |
| 4.º | Ilan Van Wilder     | Soudal Quick-Step     | + 19 s           |
| 5.º | Mattia Cattaneo     | Soudal Quick-Step     | + 38 s           |
| 6.º | Brandon McNulty     | UAE Team Emirates     | + 39 s           |
| 7.º | Edward Dunbar       | Team Jayco AlUla      | + 52 s           |
| 8.º | Rafał Majka         | UAE Team Emirates     | + 55 s           |
| 9.º | Samuele Battistella | Astana Qazaqstan Team | + 57 s           |
| 10.º | Oscar Onley         | Team DSM-Firmenich    | + 1 min 04 s     |

### 7.ª etapa
| Zabrze - Cracovia | etapa llana | (166,6 km) |

| \| Clasificación de la etapa \| Clasificación de la etapa \| Clasificación de la etapa \| Clasificación de la etapa \| Clasificación de la etapa \| \| Ciclista \| Ciclista \| Equipo \| Tiempo \| \| \| ------------------------- \| ------------------------- \| ------------------------- \| ------------------------- \| ------------------------- \| \| 1.º \| Tim Merlier \| Soudal Quick-Step \| 3 h 28 min 44 s \| \| \| 2.º \| Arvid de Kleijn \| Tudor Pro Cycling Team \| + 0 s \| \| \| 3.º \| Fernando Gaviria \| Movistar Team \| + 0 s \| \| \| 4.º \| Gerben Thijssen \| Intermarché-Circus-Wanty \| + 0 s \| \| \| 5.º \| Paul Penhoët \| Groupama-FDJ \| + 0 s \| \| \| 6.º \| Stanisław Aniołkowski \| Human Powered Health \| + 0 s \| \| \| 7.º \| Pierre Gautherat \| AG2R Citroën Team \| + 0 s \| \| \| 8.º \| Rüdiger Selig \| Lotto Dstny \| + 0 s \| \| \| 9.º \| Matteo Moschetti \| Q36.5 Pro Cycling Team \| + 0 s \| \| \| 10.º \| Andrea Pasqualon \| Bahrain Victorious \| + 0 s \| \| |                       |                          |                 |
| |                       |                          |                 |
| Fuente: ProCyclingStats |                       |                          |                 |
| Clasificación de la etapa |                       |                          |                 |
| Ciclista | Ciclista              | Equipo                   | Tiempo          |
| 1.º | Tim Merlier           | Soudal Quick-Step        | 3 h 28 min 44 s |
| 2.º | Arvid de Kleijn       | Tudor Pro Cycling Team   | + 0 s           |
| 3.º | Fernando Gaviria      | Movistar Team            | + 0 s           |
| 4.º | Gerben Thijssen       | Intermarché-Circus-Wanty | + 0 s           |
| 5.º | Paul Penhoët          | Groupama-FDJ             | + 0 s           |
| 6.º | Stanisław Aniołkowski | Human Powered Health     | + 0 s           |
| 7.º | Pierre Gautherat      | AG2R Citroën Team        | + 0 s           |
| 8.º | Rüdiger Selig         | Lotto Dstny              | + 0 s           |
| 9.º | Matteo Moschetti      | Q36.5 Pro Cycling Team   | + 0 s           |
| 10.º | Andrea Pasqualon      | Bahrain Victorious       | + 0 s           |

## Clasificaciones finales
- Las clasificaciones finalizaron de la siguiente forma:[3]

### Clasificación general
| \| Clasificación general \| Clasificación general \| Clasificación general \| Clasificación general \| Clasificación general \| \| Ciclista \| Ciclista \| Equipo \| Tiempo \| \| \| --------------------- \| --------------------- \| --------------------- \| --------------------- \| --------------------- \| \| 1.º \| Matej Mohorič \| Bahrain Victorious \| 26 h 17 min 48 s \| \| \| 2.º \| João Almeida \| UAE Team Emirates \| + 1 s \| \| \| 3.º \| Michał Kwiatkowski \| Ineos Grenadiers \| + 17 s \| \| \| 4.º \| Ilan Van Wilder \| Soudal Quick-Step \| + 22 s \| \| \| 5.º \| Mattia Cattaneo \| Soudal Quick-Step \| + 41 s \| \| \| 6.º \| Brandon McNulty \| UAE Team Emirates \| + 42 s \| \| \| 7.º \| Edward Dunbar \| Team Jayco AlUla \| + 55 s \| \| \| 8.º \| Rafał Majka \| UAE Team Emirates \| + 58 s \| \| \| 9.º \| Samuele Battistella \| Astana Qazaqstan Team \| + 1 min 00 s \| \| \| 10.º \| Oscar Onley \| Team DSM-Firmenich \| + 1 min 07 s \| \| |                     |                       |                  |
| |                     |                       |                  |
| Fuente: ProCyclingStats |                     |                       |                  |
| Clasificación general |                     |                       |                  |
| Ciclista | Ciclista            | Equipo                | Tiempo           |
| 1.º | Matej Mohorič       | Bahrain Victorious    | 26 h 17 min 48 s |
| 2.º | João Almeida        | UAE Team Emirates     | + 1 s            |
| 3.º | Michał Kwiatkowski  | Ineos Grenadiers      | + 17 s           |
| 4.º | Ilan Van Wilder     | Soudal Quick-Step     | + 22 s           |
| 5.º | Mattia Cattaneo     | Soudal Quick-Step     | + 41 s           |
| 6.º | Brandon McNulty     | UAE Team Emirates     | + 42 s           |
| 7.º | Edward Dunbar       | Team Jayco AlUla      | + 55 s           |
| 8.º | Rafał Majka         | UAE Team Emirates     | + 58 s           |
| 9.º | Samuele Battistella | Astana Qazaqstan Team | + 1 min 00 s     |
| 10.º | Oscar Onley         | Team DSM-Firmenich    | + 1 min 07 s     |

### Clasificación por puntos
| Clasificación por puntos | Clasificación por puntos | Clasificación por puntos | Clasificación por puntos | Clasificación por puntos |
| Ciclista                 | Ciclista                 | Equipo                   | Puntos                   |                          |
| ------------------------ | ------------------------ | ------------------------ | ------------------------ | ------------------------ |

### Clasificación de la montaña
| Clasificación de la montaña | Clasificación de la montaña | Clasificación de la montaña | Clasificación de la montaña | Clasificación de la montaña |
| Ciclista                    | Ciclista                    | Equipo                      | Puntos                      |                             |
| --------------------------- | --------------------------- | --------------------------- | --------------------------- | --------------------------- |
| 1.º                         | Markus Hoelgaard            | Lidl-Trek                   | 25 pts                      |                             |
| 2.º                         | Jacopo Mosca                | Lidl-Trek                   | 18 pts                      |                             |
| 3.º                         | Thomas de Gendt             | Lotto Dstny                 | 17 pts                      |                             |
| 4.º                         | Bert Van Lerberghe          | Soudal Quick-Step           | 8 pts                       |                             |
| 5.º                         | Tobias Lund Andresen        | Team DSM-Firmenich          | 6 pts                       |                             |
| 6.º                         | Damiano Caruso              | Bahrain Victorious          | 5 pts                       |                             |
| 7.º                         | Lucas Hamilton              | Team Jayco AlUla            | 5 pts                       |                             |
| 8.º                         | Christian Scaroni           | Astana Qazaqstan Team       | 5 pts                       |                             |
| 9.º                         | Dorian Godon                | AG2R Citroën Team           | 4 pts                       |                             |
| 10.º                        | Andreas Kron                | Lotto Dstny                 | 4 pts                       |                             |

### Clasificación de la combatividad
| Clasificación de la combatividad | Clasificación de la combatividad | Clasificación de la combatividad | Clasificación de la combatividad | Clasificación de la combatividad |
| Ciclista                         | Ciclista                         | Equipo                           | Puntos                           |                                  |
| -------------------------------- | -------------------------------- | -------------------------------- | -------------------------------- | -------------------------------- |
| 1.º                              | Patryk Stosz                     | Polonia                          | 18 pts                           |                                  |
| 2.º                              | Sebastian Schönberger            | Human Powered Health             | 6 pts                            |                                  |
| 3.º                              | Bert Van Lerberghe               | Soudal Quick-Step                | 6 pts                            |                                  |
| 4.º                              | Filippo Ridolfo                  | Team Novo Nordisk                | 6 pts                            |                                  |
| 5.º                              | Markus Hoelgaard                 | Lidl-Trek                        | 5 pts                            |                                  |
| 6.º                              | Tobias Lund Andresen             | Team DSM-Firmenich               | 4 pts                            |                                  |
| 7.º                              | Norbert Banaszek                 | Polonia                          | 4 pts                            |                                  |
| 8.º                              | Matej Mohorič                    | Bahrain Victorious               | 3 pts                            |                                  |
| 9.º                              | Sam Brand                        | Team Novo Nordisk                | 3 pts                            |                                  |
| 10.º                             | João Almeida                     | UAE Team Emirates                | 2 pts                            |                                  |

### Clasificación por equipos
| Clasificación por equipos | Clasificación por equipos | Clasificación por equipos | Clasificación por equipos |
| Equipo                    | Equipo                    | Tiempo                    |                           |
| ------------------------- | ------------------------- | ------------------------- | ------------------------- |
| 1.º                       | UAE Team Emirates         | 78 h 54 min 32 s          |                           |
| 2.º                       | Soudal Quick-Step         | + 1 min 33 s              |                           |
| 3.º                       | Ineos Grenadiers          | + 5 min 43 s              |                           |
| 4.º                       | AG2R Citroën Team         | + 5 min 45 s              |                           |
| 5.º                       | Team Jayco AlUla          | + 6 min 29 s              |                           |
| 6.º                       | Bahrain Victorious        | + 8 min 28 s              |                           |
| 7.º                       | Astana Qazaqstan Team     | + 9 min 03 s              |                           |
| 8.º                       | Astana Qazaqstan Team     | + 10 min 40 s             |                           |
| 9.º                       | Team DSM-Firmenich        | + 11 min 27 s             |                           |
| 10.º                      | Jumbo-Visma               | + 11 min 40 s             |                           |

## Evolución de las clasificaciones
| Etapa                   |                         | Ganador _           | Clasificación general | Montaña          | Metas volantes | Combatividad | Equipo _          |
| ----------------------- | ----------------------- | ------------------- | --------------------- | ---------------- | -------------- | ------------ | ----------------- |
| 1.ª etapa               | etapa llana             | Tim Merlier         | Tim Merlier           | Norbert Banaszek | Tim Merlier    | Patryk Stosz | Jumbo-Visma       |
| 2.ª etapa               | etapa escarpada         | Matej Mohorič       | Matej Mohorič         | Lucas Hamilton   | Matej Mohorič  | Patryk Stosz | UAE Team Emirates |
| 3.ª etapa               | etapa de media montaña  | Rafał Majka         | Matej Mohorič         | Jacopo Mosca     | Matej Mohorič  | Patryk Stosz | UAE Team Emirates |
| 4.ª etapa               | etapa llana             | Olav Kooij          | Matej Mohorič         | Jacopo Mosca     | Matej Mohorič  | Patryk Stosz | UAE Team Emirates |
| 5.ª etapa               | etapa escarpada         | Marijn van den Berg | Matej Mohorič         | Markus Hoelgaard | Matej Mohorič  | Patryk Stosz | UAE Team Emirates |
| 6.ª etapa               | contrarreloj individual | Mattia Cattaneo     | Matej Mohorič         | Markus Hoelgaard | Matej Mohorič  | Patryk Stosz | UAE Team Emirates |
| 7.ª etapa               | etapa llana             | Tim Merlier         | Matej Mohorič         | Markus Hoelgaard | Matej Mohorič  | Patryk Stosz | UAE Team Emirates |
| Clasificaciones finales | Clasificaciones finales |                     | Matej Mohorič         | Markus Hoelgaard | Matej Mohorič  | Patryk Stosz | UAE Team Emirates |

## Ciclistas participantes y posiciones finales
Convenciones:
- AB: Abandono
- FLT: Retiro por llegada fuera del límite de tiempo
- NTS: No tomó la salida
- DES: Descalificado o expulsado

## UCI World Ranking
El Tour de Polonia otorgó puntos para el UCI World Ranking para corredores de los equipos en las categorías UCI WorldTeam, UCI ProTeam y Continental. Las siguientes tablas son el baremo de puntuación y los diez corredores que obtuvieron más puntos:
| Posición              | 1.º | 2.º | 3.º | 4.º | 5.º | 6.º | 7.º | 8.º | 9.º | 10.º | 11.º | 12.º | 13.º | 14.º | 15.º | 16.º-20.º | 21.º-30.º | 31.º-50.º | 51.º-55.º | 56.º-60.º |
| Clasificación general | 400 | 320 | 260 | 220 | 180 | 140 | 120 | 100 | 80  | 68   | 56   | 48   | 40   | 32   | 28   | 24        | 16        | 8         | 4         | 2         |
| Por etapa             | 50  | 30  | 25  | 20  | 15  | 10  | 8   | 6   | 3   | 1    |      |      |      |      |      |           |           |           |           |           |
| Líder                 | 8   |     |     |     |     |     |     |     |     |      |      |      |      |      |      |           |           |           |           |           |

| Clasificación |                    |                    |         |       |       |       |
| Ciclista      | Ciclista           | Equipo             | General | Etapa | Líder | Total |
| ------------- | ------------------ | ------------------ | ------- | ----- | ----- | ----- |
| 1.º           | Matej Mohorič      | Bahrain Victorious | 400     | 110   | 40    | 550   |
| 2.º           | João Almeida       | UAE Emirates       | 320     | 88    | -     | 408   |
| 3.º           | Michał Kwiatkowski | INEOS Grenadiers   | 260     | 76    | -     | 336   |
| 4.º           | Ilan Van Wilder    | Soudal Quick-Step  | 220     | 45    | -     | 265   |
| 5.º           | Mattia Cattaneo    | Soudal Quick-Step  | 180     | 50    | -     | 230   |
| 6.º           | Rafał Majka        | UAE Emirates       | 100     | 51    | -     | 151   |
| 7.º           | Brandon McNulty    | UAE Emirates       | 140     | 1     | -     | 141   |
| 8.º           | Edward Dunbar      | Jayco AlUla        | 120     | 6     | -     | 126   |
| 9.º           | Tim Merlier        | Soudal Quick-Step  | -       | 108   | 8     | 116   |
| 10.º          | Oscar Onley        | dsm-firmenich      | 68      | 35    | -     | 103   |